# Euploea mulciber
Euploea mulciber är en fjärilsart som beskrevs av Pieter Cramer 1777. Euploea mulciber ingår i släktet Euploea och familjen praktfjärilar. Inga underarter finns listade i Catalogue of Life. Arten finns i Indien och sydostasien.

## Bildgalleri

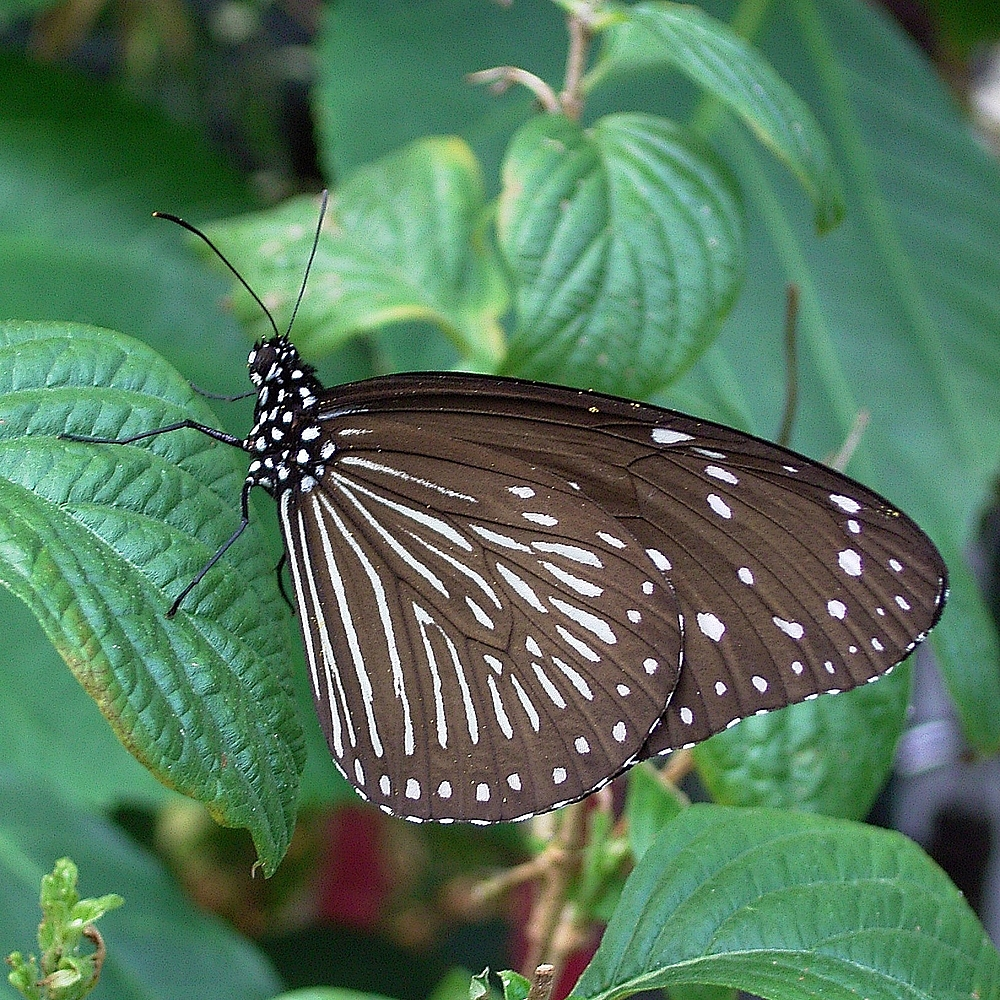
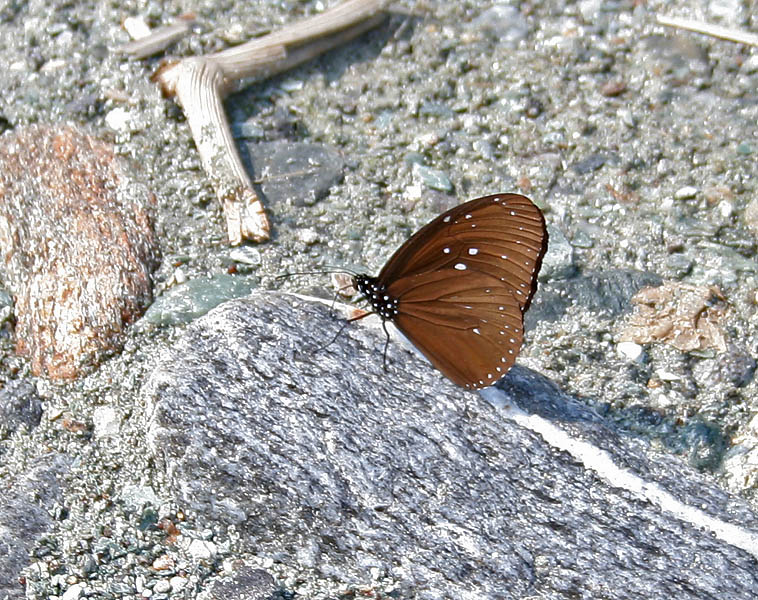
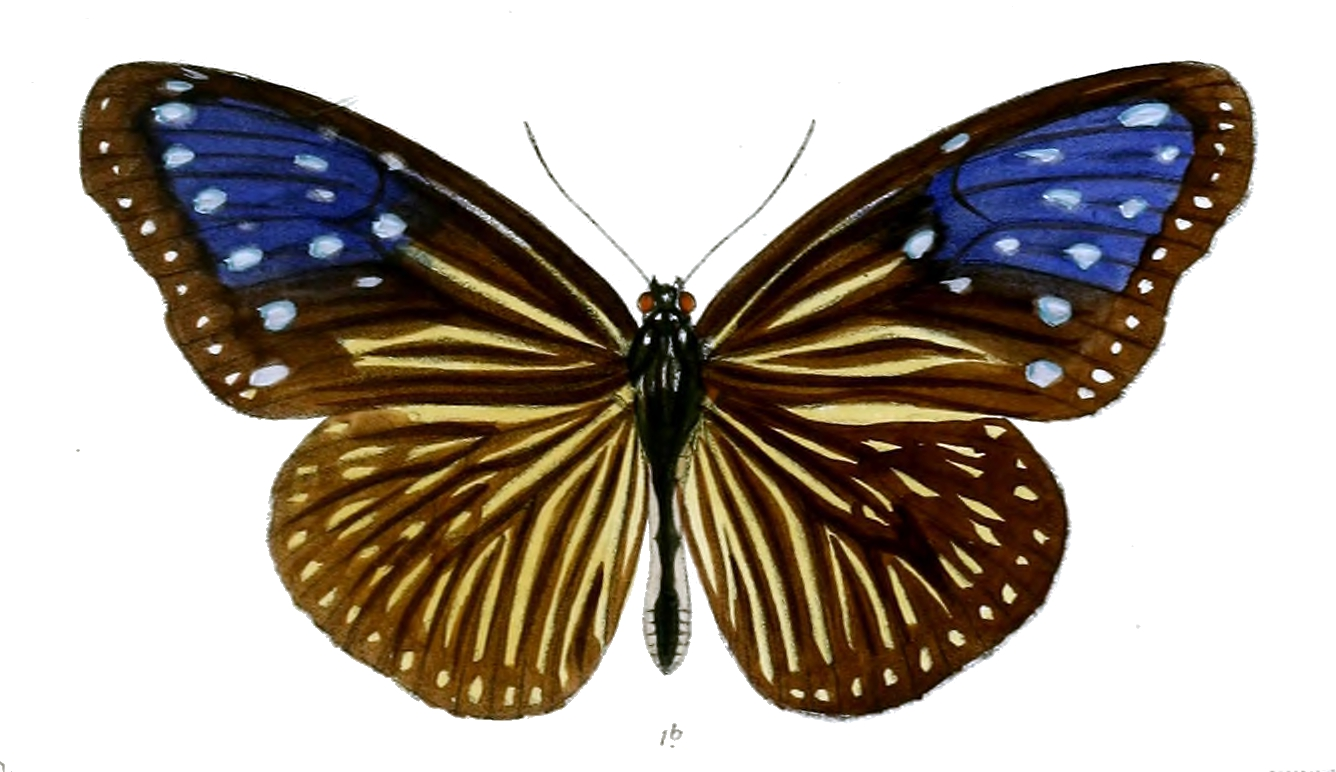